# Полиграфия

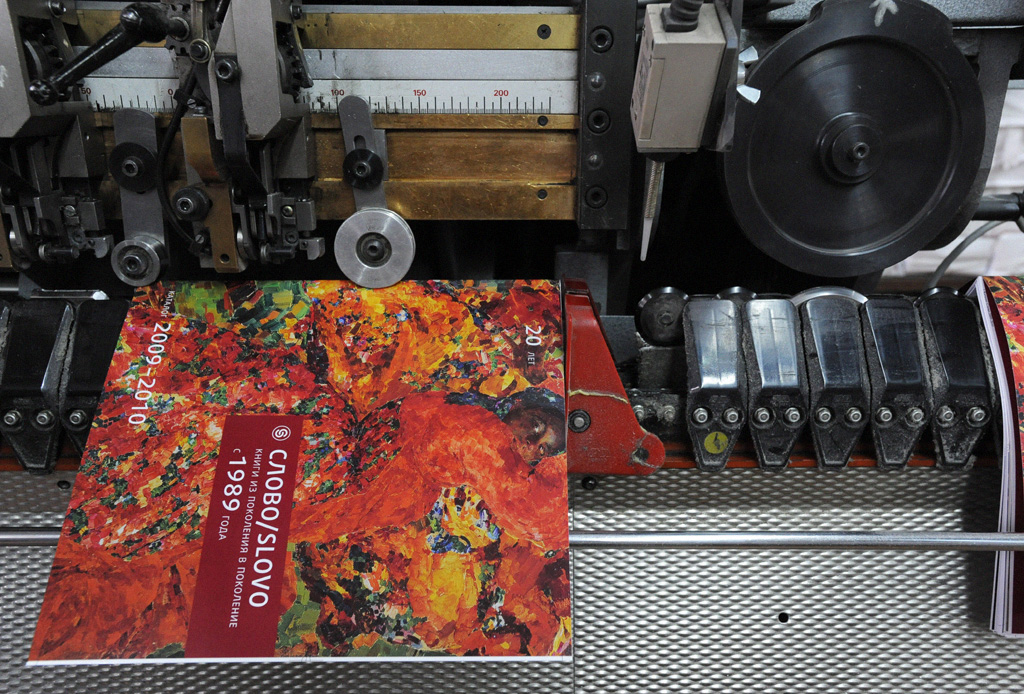
Работа Тверского полиграфического комбината детской литературы. Россия, Тверь

Полиграфи́я (от др.-греч. πολύς «много» + γράφω «пишу») — отрасль промышленности, занимающаяся изготовлением книжно-журнальной, деловой, газетной, этикеточной, картографической, упаковочной, акцидентной и прочей печатной продукции.
Термином полиграфия также называют совокупность технических средств для изготовления печатной продукции.

## Технологический процесс
Технологический процесс — главная составная часть производственного процесса. В производственный процесс кроме технологического процесса входят электроснабжение, ремонт оборудования, передвижение материалов и изделий, их хранение. Границы технологического процесса в производственном процессе определяются спецификой производства и уровнем техники. Каждый технологический процесс состоит из операций, количество которых обусловлено степенью его автоматизации и видом изготавливаемой продукции.
Технологический процесс делится на 3 группы:
1. Допечатные процессы (наборные, формные)
2. Печатные процессы
3. Послепечатные процессы: брошюровочные, брошюровочно-переплетные, отделочные[3]

## Допечатная подготовка (препресс) для оффсетной полиграфии
C момента изобретения книгопечатания и вплоть до XX века применялся ручной набор текста.
В 1884 году был изобретён линотип — строкоотливной наборный аппарат, на котором оператор с помощью клавиатуры набирал строки текста из отдельных металлических буквенных матриц (с рельефным изображением символов) и пробельных клиньев, позволяющих регулировать ширину межсловных пробелов.
В 1887 году был изобретён монотип — автоматическая буквоотливная наборная машина, в которой каждая литера отливалась отдельно из специального типографского сплава (гарт), после чего из литер формировались строки и верстались страницы (полосы) печатной формы.
В 1970-е годы в связи с развитием офсетной печати технологии традиционного металлического набора стал вытеснять фотонабор на фотонаборных автоматах.
С появлением компьютерных технологий оборудование на основе вещественного шрифтоносителя также было вытеснено из обихода. Его заменила технология CtP (англ. Computer to Plate), обеспечивающая получение готовых печатных форм без промежуточных операций.
Под допечатными (предпечатными) процессами понимают последовательность этапов по подготовке электронных макетов полиграфических изделий с учётом требований конкретной типографии или печатного участка. В эти работы входят подготовка текста, обработка изображений (цветокоррекция), цветоделение. Результаты работы фиксируются на электронном носителе для последующего изготовления печатных форм.

### Цветоделение
Процесс разделения цветного изображения оригинала с помощью светофильтров или селективных источников освещения на отдельные одноцветные равномасштабные изображения. Цветоделение также может быть проведено вручную при создании раскладок по цветам для штриховых изображений.

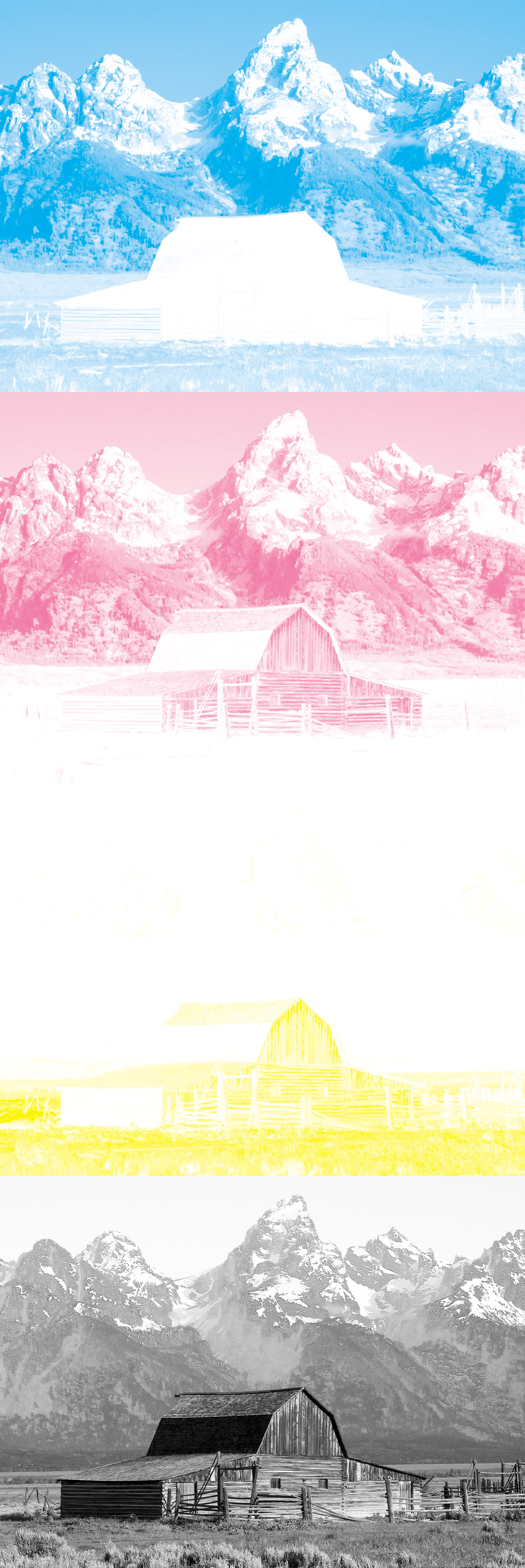
Цветоделение CMYK

### Цветовая коррекция
Изменение цветовых характеристик изображения при его подготовке к печати в соответствии с требованиями заказчика, технологического процесса и других причин. Является одним из ключевых этапов предпечатной подготовки.

### Печатная форма
Поверхность пластины, изготовленной из металла, пластмассы, дерева или литографского камня и др. Печатная форма состоит из множества отдельных участков (печатающих элементов), формирующих изображение, которые воспринимают печатную краску и передают её на запечатываемый материал или звено передачи.

### Спуск полос
Процесс размещения (расстановка) полос на печатной форме по схеме, которая после фальцевания оттисков обеспечивает необходимый алгоритм чередования страниц в тетрадях, называется спуском. Спуском в полиграфии также называется незапечатанное пространство (отступ) в начальных полосах издания от верхнего края до начала текста.
Все виды спусков различают по числу сгибов в тетради, то есть сфальцованные листы (тетради) могут иметь несколько сгибов. Каждую из схем спусков можно построить так, чтобы получить тетрадь одно-, двух-, трехсгибную и т. д. В зависимости от числа сгибов тетрадь может иметь определённое количество страниц: односгибная — 4, двухсгибная — 8, трехсгибная — 16 и т. д.
Каждая страница в полиграфии — это доля листа. Она образуется при последовательном делении листа бумаги пополам по его длине. Как правило, количество долей целого листа бумаги всегда кратно двум. Применяют следующие доли листа: 1/2, 1/4, 1/8, 1/16, 1/32, 1/64, 1/128. На одной доле листа помещаются две полосы.

Спуск полос

## Основные виды печати
- Высокая печать
- Глубокая печать
- Плоская печать

### Разновидности основных видов печати и спецвиды
- Офсетная
- Цифровая
- Цифровая офсетная
- Металлографическая
- Флексографическая
- Сублимационная
- Шелкографическая (трафаретная)
- Тиснение фольгой, конгревное, блинтовое, в том числе многоуровневое
- Литографическая
- Тампонная
- Ирисовая
- Орловская

## Особые виды полиграфии

### Ароматическая полиграфия
Ароматическая полиграфия — полиграфия с применением ароматических красок и лаков. Одна из существующих технологий основана на добавлении ароматических масел в типографскую краску.
Но более популярны две схожие технологии, которые по аналогии с английскими названиями можно назвать «поскреби и понюхай» и «оторви и понюхай». Технологии основаны на добавлении ароматических веществ, заключенных в микрокапсулы в типографскую краску. В первом случае, для получения запаха, по зоне ароматической печати необходимо поскрести, чтобы разрушить оболочки микрокапсул. Во втором случае участок с ароматической печатью прикрывается наклеенной бумагой, при отрыве которой аналогичным образом разрушаются микрокапсулы и высвобождается запах.

### Стерео-варио
Стерео — ярко выраженный эффект объёма композиции или объекта.
Этот эффект основан на том, что при просмотре полученного стереоизображения один глаз видит объект с одного ракурса, другой глаз — с другого. Таким образом, вы видите объект так, что возникает видимость глубины изображения. Для создания стереоэффекта необходима многоракурсная съёмка или 3D-моделирование.
Одной из разновидностей стереоэффекта является т. н. «псевдостерео». Эффект основан на взаимном смещении слоёв композиции относительно друг друга и перекрытии одного изображения другим, при просмотре под определённым углом. Преимуществом псевдо-стерео является простота и возможность создавать визуально объёмное изображение из плоских предметов.
Технически может быть реализован в виде разнесённой (для просмотра без специальных технических средств, за счет изменения направления взгляда глаз) или совмещённой (просмотр через анаглифные очки с окрашенными стёклами) стереопары или же при печати на лентикулярном (линзовом) растре.

## Стандартные дефекты печатных изображений
- Отмарывание — переход краски с одного листа на оборот следующего. Причины: превышение суммарного объёма красок, неправильная сушка, отсутствие противоотмарывающего порошка либо сиккатива, переразбавление красок, несоблюдение температурно-влажностного микроклимата в цехе, быстрая отправка готового тиража в послепечатную обработку.
- Марашки, ворс, «мухи», мел — пятна, появляющиеся из-за отрыва в процессе печати частиц бумаги, которые прилипают к печатной форме или резинотканевому полотну и как следствие — видны на оттиске.
- Разнооттеночность — не выдержан одинаковый цвет оттисков в пределах тиража.
- Деформация растровых точек, скольжение — дефект возникает в результате излишнего давления между цилиндрами или из-за разной скорости их работы.
- Двоение печатных элементов, дробление — появление второго, смещенного, изображения одного и того же элемента. Причины: чрезмерное либо недостаточное давление между цилиндрами; перекос бумаги, биение валов, сырая бумага.
- Муар — дефект возникает при неправильно заданном угле поворота растровых линий.
- Полошение — волнистые полосы, особенно заметные на одноцветных фрагментах. Причины: слишком густая краска; вибрация машины[7].
- Шаблонирование — паразитное повторяющееся изображение на оттиске, связанное с особенностями наката краски и увлажняющего раствора в офсетной печатной машине при неудачно расположенных элементах дизайна.

## Послепечатные процессы (постпресс)

### Постпресс
Это важнейшая стадия полиграфического производства, применяемая для всех видов печатной продукции: журналов, газет, книг, открыток, плакатов и пр. В последние годы ей стали уделять особенное внимание, так как именно послепечатная обработка позволяет рационально организовать структуру издания, придать ему особый эстетический вид.
Делится на три вида работ.
1. Брошюровочные
2. Брошюровочно-переплетные
3. Отделочные[8]

### Брошюровочные работы
Готовые к скреплению листы брошюруют двумя методами — тетрадным или полистным. При тетрадном подобранные в тетради листы сцепляются друг с другом, формируя блок (тетради могут подбираться друг к другу вкладкой или в стопу). При полистном методе подбор ведется отдельными листами (этот способ дешевле тетрадного, но такие брошюры менее долговечны). Брошюрование — один из лучших способов оформления напечатанного документа.
- На пружину (пластиковую или металлическую)
- Сшивание разъемными скобами
- Термоклеевая брошюровка
- Шитье внакидку
- Шитье втачку

### Брошюровочно-переплетные работы
Брошюровочно-переплетные процессы являются по своей сути сборочно-монтажными, в результате проведения которых продукция печатных процессов после многоступенной переработки превращается в книжные, журнальные и другие издания полиграфической продукции.
- Фальцовка
- Комплектовка блока
- Обработка блока
- Изготовление переплетной крышки
- Вставка блока в переплетную крышку

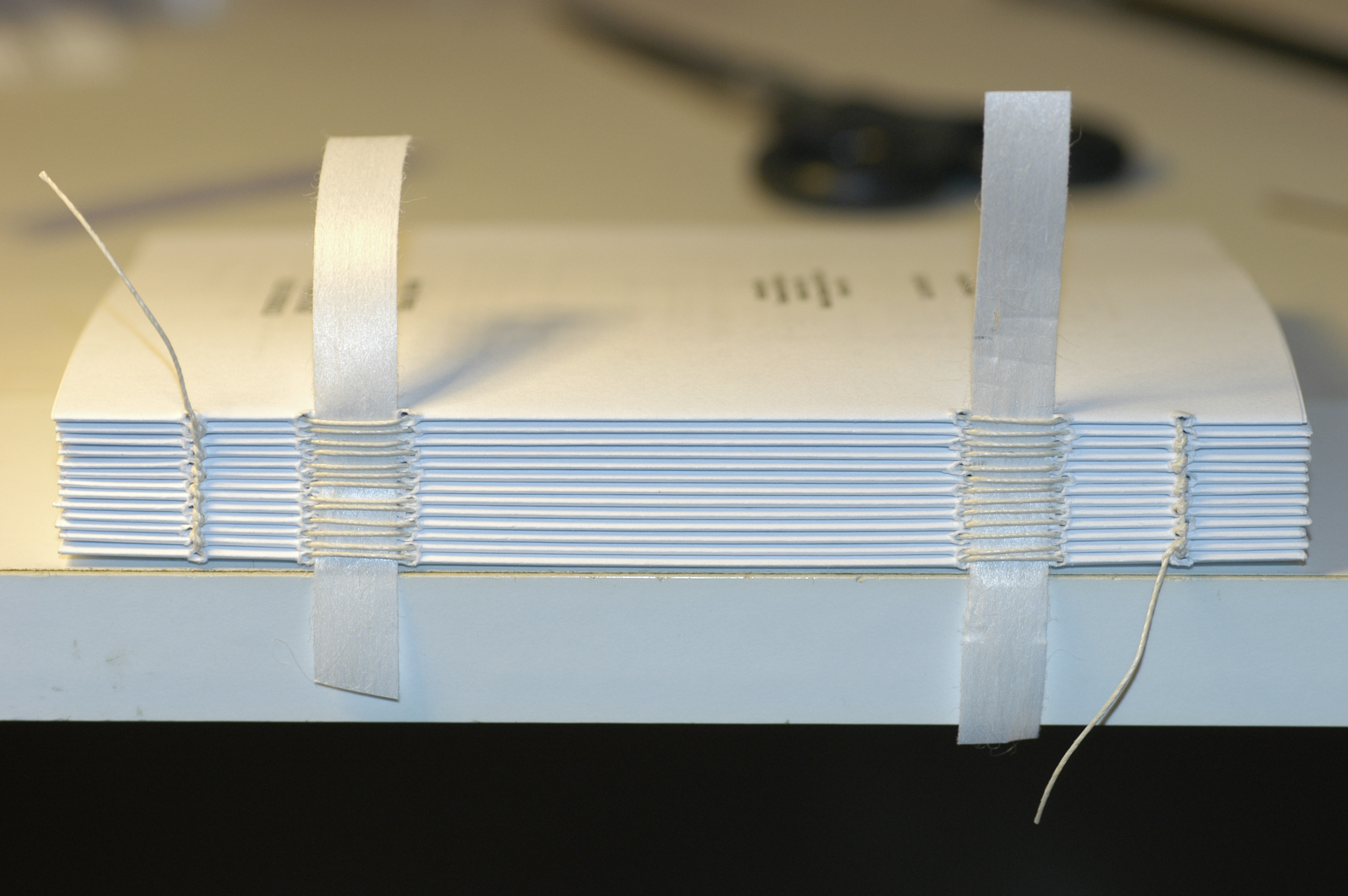
Комплектовка тетрадей в книжный блок

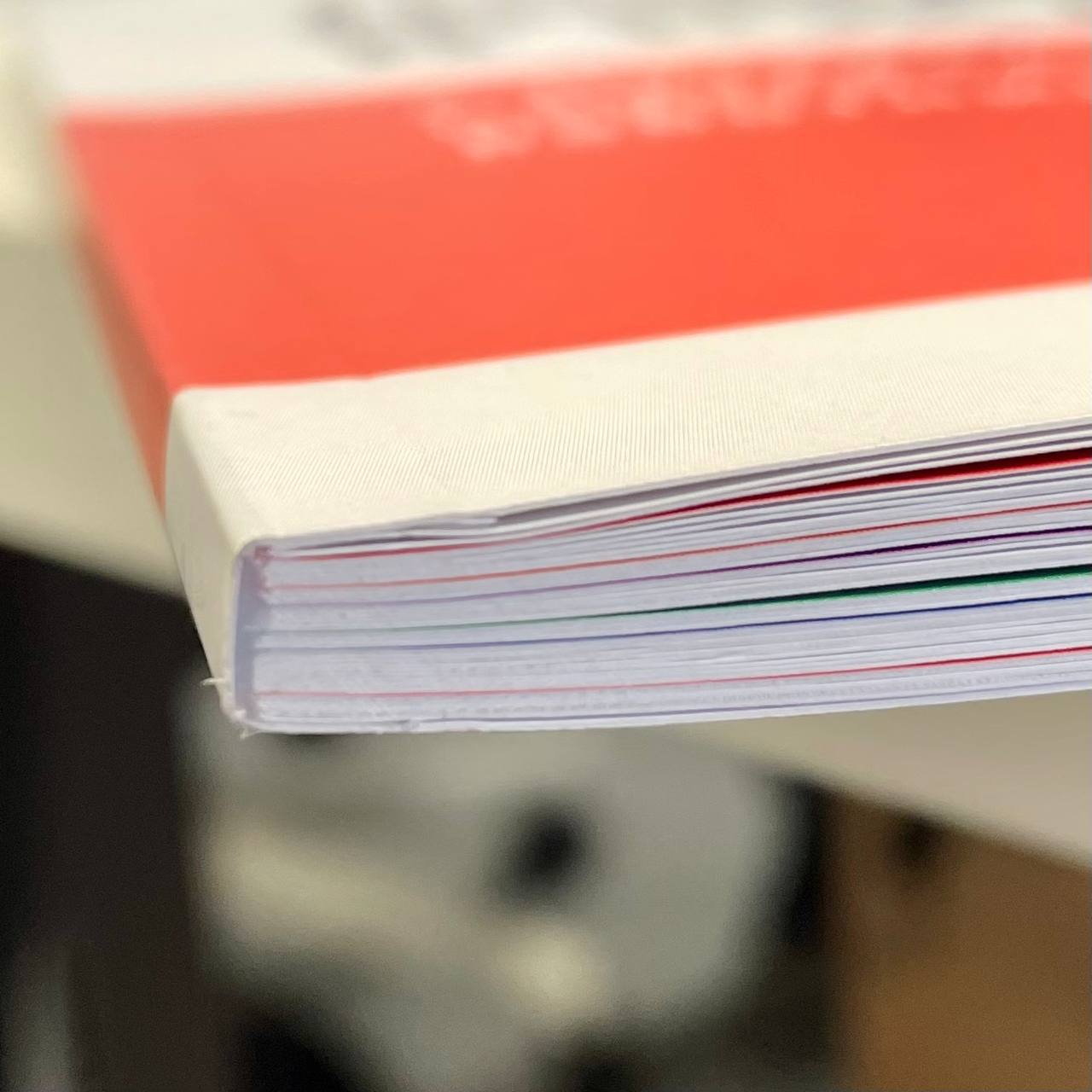
Термоклеевой переплет

### Отделочные работы
Это процессы обработки после печати главным образом листовых изданий или листовых полуфабрикатов брошюровочно-переплетного производства (обложки, суперобложки, вкладки, вклейки, приклейки и т. п.) с целью обогатить, сделать более эффектным оформление и товарный вид издания, улучшить его эксплуатационные качества, повысить долговечность, придать доп. свойства, необходимые для выполнения специфических функций.
- Тиснение (Тиснение фольгой, блинтовое тиснение, конгревное тиснение)
- Нанесение УФ-лака
- Ламинирование
- Вырубка[9]

## Цветовая модель в полиграфии
В полиграфии используется только цветовая модель CMYK, все остальные переводятся в неё на этапе предпечатной обработки. Это субстрактивная модель: в ней цвета определяются вычитанием из белого трех первичных цветов.

Когда виртуальное изображение переносится на материальный носитель, последовательно обрабатывается цветовыми пластинами, формируя рисунок. В зависимости от порядка нанесения слоев краски на бумаге получается тот или иной оттенок.

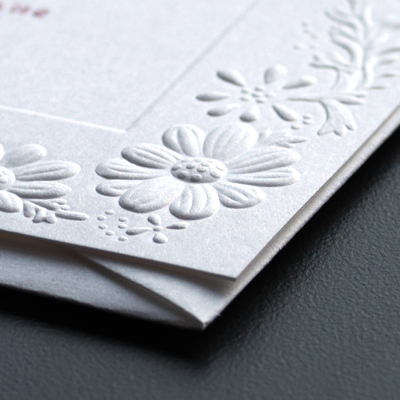
Конгревное тиснение